# Нарвички штит
Нарвички штит било је кампањско војно одликовање Трећег рајха, које је установљено 19. августа 1940. године.

## Изглед штита
Штит је направио професор Рихард Клеин из Минхена. Производио се у две варијанте, златни и сребрни. Сребрни штит је додељиван припадницима копнене војске и Луфтвафе са подлогом од материјала који је одговарао боји униформе добитника, а златни је био резервисан за припаднике ратне морнарице и имао је подлогу боје плаве морнаричке униформе. Додељен је свим учесницима битке за Норвешку, који су директно учествовали у борби за луку Нарвик, која се одвијала од 9. априла до 9. јуна 1940. године.
Штит је израђиван од различитих материјала и техника ковања, те је задња страна била шупља. Ранији примерци су били пресвучени алуминијумом или челиком, већина је била израђена од цинка. Штит је обликован по угледу на средњовековне штитове и на дну је био зашиљен, а на врху је имао три степеника на којима стоји орао са венцем и свастиком у канђама, и главом окренутом налево. Испод орла на штиту је исписано танким словима NARVIK, а испод натиса је била црта. У средњем делу штита, у левом углу број 19, у средини рунолист а у десном углу број 40. Испод рунолиста су укрштени двокраки пропелер и сидро. Та три симбола представљају сва три рода у оружаним снагама Рајха, који су учествовали у заузимању Норвешке.
Године, 1957. су прерађени штитови, тако што на врху нису имали орла са свастиком. Прихваћен је предлог да подофицири и војници смеју да носе штитове на парадним униформама и белим кошуљама.

## Број подељених штитова
Адолф Хитлер је први штит доделио Генерал-пуковнику Дитлу 21. марта 1941. године. Укупно је било додељено 8577 штитова: 2755 за припаднике копнене војске, 2161 за припаднике Луфтвафе и 3661 за припаднике ратне морнарице. Тачније било је подељено:
- Копнена војска

- 2. брдска дивизија - 206
- 3. брдска дивизија - 2.338
- остали - 59
- постхумно - 152

- Луфтвафе

- летачке екипе - 1309
- падобранци - 756
- постхумно - 96

- Ратна морнарица

- морнари на разарачима - 2672
- остали - 115
- постхумно - 410

- Трговачка морнарица

- припадници - 442
- постхумно - 22

## Додељивање и ношење
Сваки добитник овог одликовања је добио три штита, а са доказом је могао да докупи додатне штитове.
Морнарица је указом МВ 40, Бр.674 од 12. септембра 1940. године, одредила начин ношења тог штита.. По том указу се штит носио на горњем делу левог рукава ветровки и јакни, и на истом месту на ратним кошуљама и униформама. До пред крај рата је било забрањено ношење тог штита на парадним униформама и белим кошуљама. Са указом МВ 41, Бр.60 од 30. јануара 1941. године је било одлучено да војници и официри носе штит над војничким чином. Када се десило да припадник добије неки други штит, могао је њега да носи 5 милиметара под првим.